# 石橋真珠
石橋 真珠（いしばし まだま、1986年11月29日  -）は、日本の元女優・モデル。ショップチャンネルのキャストも務めた。

## 経歴
東京藝術大学卒業後新国立劇場演劇研修所に入所。  -）
2013年ミス・ユニバース・ジャパン・ファイナリスト。  -）
2017年よりショップチャンネルのキャストを経てQVC等のテレビ通販番組に数多く出演中。  -）

## 出演

### 舞台
- 流山児★事務所「田園に死す」草衣役 作：寺山修司 演出：天野天街

- 松井誠下町かぶき組
- TPT「かもめ」マーシャ役
- 劇団レッドフェイス「爾女の社」インコ役

演出：榊原利彦
- 劇団レッドフェイス「蛇の道は蛇」森蘭丸役

演出：榊原利彦
- TPT「セレブレーション」スーキー役 作：ハロルド・ピンター  演出：岡本健一

- 流山児★事務所「田園に死す（再演）」草衣役

### 映画
- マンゴーと赤い車椅子（2015年2月7日公開、アイエス・フィールド）監督仲倉重郎 - 主人公の姉 宮園春菜役

- ハニー・フラッパーズ（2014年9月13日）

他

### モデル
- 「からだにいいこと」
- 「bea's UP」

他